# Fondation Alfried Krupp von Bohlen und Halbach
Pour les articles homonymes, voir Krupp, Bohlen et Halbach.
La fondation Alfried Krupp von Bohlen und Halbach (en allemand Alfried Krupp von Bohlen und Halbach-Stiftung) est une fondation à but non lucratif de droit civil allemand qui gère le patrimoine familial et l'héritage de la famille Krupp. Elle a été fondée par Alfried Krupp von Bohlen und Halbach et réalisée par l'abandon des droits à héritage de la part de Arndt von Bohlen und Halbach (de), fils d'Alfried et dernier membre direct de la famille Krupp. Lors du décès d'Alfried, le 30 juillet 1967, tous ses biens ont été transférés à la fondation. Elle a débuté ses activités le 1er janvier 1968

## Patrimoine
La Fondation est le plus important actionnaire de la société ThyssenKrupp ; depuis l'augmentation du capital de l'entreprise en 2013, elle en possède 23,03 % ; elle a perdu la minorité de blocage et n'a plus que deux représentants au conseil de surveillance au lieu de trois,.
La valeur des actions dépasse le milliard d'euros en décembre 2016. Lors de la fusion et la création de ThyssenKrupp, la part de la fondation est d'environ deux tiers, et celle de Krupp environ un tiers. La fondation dispose de revenus qui ont permis, en 2016, de verser des dons d'environ 17 millions d'euros.

## Direction
La présidente du conseil de la fondation est, depuis le 1er octobre 2013, Ursula Gather (de), professeur de statistique mathématique et applications industrielles à l'université technique de Dortmund et, depuis 2008, rectrice de l'université. Elle alors prend la suite de Berthold Beitz, qui a dirigé la fondation depuis sa création jusqu'à sa mort le 30 juillet 2013.

## Actions de la fondation
La fondation poursuit des objectifs d'utilité publique dans les domaines de la culture, Sport und diplomatie culturelle comme la réconciliation et la compréhension avec l'Est européen, en particulier avec la Russie, la promotion du sport et notamment des jeux olympiques, le soutien à des expositions artistiques et prestations musicales dans la Villa Hügel. Elle attribue des prix, et soutient des programmes de formation ; elle a aussi des actions caritatives et de sauvegarde du patrimoine culturel.

### Prix scientifiques
La fondation attribue les prix suivants :
- Alfried-Krupp-Förderpreis für junge Hochschullehrer, prix annuel doté d'un million d'euros
- Alfried-Krupp-Wissenschaftspreis, prix biennal donté de 52000 euros, attribué jusqu'en 2006.

### Soutiens et promotions
Éducation et formation :
- Alfried Krupp-Schülerlabor (de) de l'université de la Ruhr à Bochum ;
- Alfried Krupp-Schulmedienzentrum Essen[5]
- Alfried-Krupp-Schülerstipendium
- Université de Greifswald

Santé :
- Hôpital Alfried Krupp (de) à Essen

Sport :
- Le bateau Germania VI

Littérature, musique et arts :
- Kulturstiftung Ruhr (de)

### Musée Folkwang
La construction du nouveau bâtiment du musée Folkwang a été soutenu par la fondation pour un montant de 55 millions d'euros ; le nouveau musée a été inauguré en janvier 2010.